# Dobre Małe
Dobre Małe – osada  wsi Dobre w Polsce, położona w województwie zachodniopomorskim, w powiecie koszalińskim, w gminie Będzino.
W latach 1975–1998 Dobre Małe położone było w województwie koszalińskim.